# ローザンヌのアンリ
ローザンヌのアンリ（仏: Henri de Lausanne, ? - 1145年）は、フランス王国の修道士。30年以上を各地を回りながら教会を批判する説教をして民衆から支持された。
ローザンヌ出身。修道会に入り、隠者として長い間、森の中で孤独と沈黙のうちに生きていた。だがある時に放浪説教者として森を出て、各地を転々とするようになる。当初は正統信仰に沿った説教を行っていたが、間もなく司祭は清貧のうちに生きなければならないと説くようになった。ル・マンの町に現れた時には、町の司祭と聖職者に好意的に迎えられ、説教を許された。しかし聖職者の清貧を説いたため、影響された民衆が聖堂参事会員の持つ富に反発して抗議行動を起こした。この廉で1116年には町から追放の処分を下された。その後はローザンヌに向かい、市民には悔い改めること、貧民には生きる希望を説く一方で、聖職者に対しては強い批判を展開した。結果として同様の騒動が発生し、またも追放されると南フランスに向かった。そこでは清貧と使徒的生活の必要性を説き、幼児洗礼や祭司制度、典礼の権威主義を批判して次第に宗派を形成するようになった。そのため危険視され、アルルの大司祭に捕縛された上で、1135年のピサの教会会議に引き出されることとなった。その時はシトー会修道院で改悛の生活をおくることを誓約させられたが、ボルドーへ向かうと以前通りの巡回説教を続けた。だがラングドック地方で活動していたとき、聖ベルナールから反撃を受け、トゥールーズに幽閉されて獄死した。